# Villa Church
Villa Church fu una residenza privata progettata da Le Corbusier, maestro dell'architettura razionalista, costruita tra il 1927 e il 1929 su commissione di Mr. Henry Church e distrutta nel 1963.
L'edificio era caratterizzato da pareti bianche con linee pulite, dalla forma cubica inserita nel verde del parco e dall'arredamento, anch'esso progettato da Le Corbusier: rivoluzionò l'immagine delle abitazioni alla fine del 1920.

## Storia

Villa Church, Ville-d'Avray, 1929, Le Corbusier. Veduta di un interno.

Villa Church fu costruita tra il 1927 e il 1929 da Le Corbusier, e divenne luogo di incontri letterari dal 1929 al 1939, poiché i proprietari Barbara ed Henry Church accolsero nella Maison des amis e nel Pavillon de musique  di Villa Church musicisti, artisti e scrittori della  La Nouvelle Revue Française (NRF) e della rivista Measurements, come Sylvia Beach, Vladimir Nabokov, Adrienne Monnier, Henri Michaux, Jean Paulhan, Michel Leiris. 
Mr.Henry Church morì a New York nel 1947 e la Villa Church fu venduta.
Distrutta nel 1963, fu rimpiazzata dalla Résidence Parc de Saint Cloud.

## Descrizione

### L'edificio
Le Corbusier restaurò la vecchia proprietà dei Church completandola con una dépendance. Al piano terra si trovavano il garage, le stanze per il personale della casa e un atrio. Al primo piano le camere, la sala da pranzo, il soggiorno con un soppalco, una biblioteca e l'accesso diretto al giardino pensile.

### Il mobilio

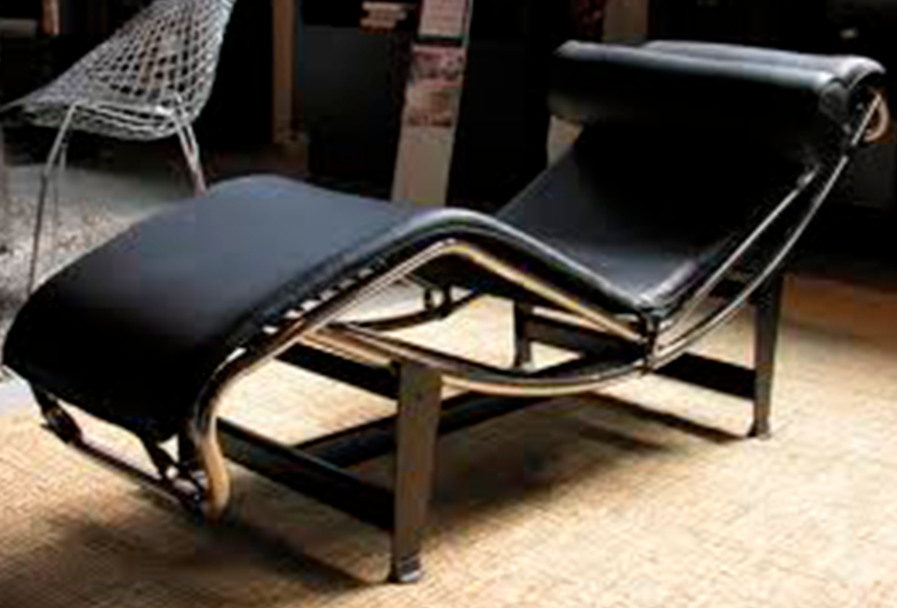
LC4, chaise longue, Le Corbusier, Pierre Jeanneret, Charlotte Perriand.

Le Corbusier, insieme a Pierre Jeanneret e Charlotte Perriand, realizzò appositamente per i Church alcuni mobili. 
Esposti al Salon d'Automne di Parigi nel 1929 come parte dell' "Equipement interieur d'une habitation".
I mobili furono realizzati dall'azienda Thonet e riproposti nel 1965 da Cassina, ed oggi sono conosciuti in tutto il mondo con i nomi dei codici: LC1, LC2, LC3, LC4, LC7, LC8 per i sedili, la chaise longue e lo sgabello, e LC6, LC10 i tavoli.

## Lista dei mobili

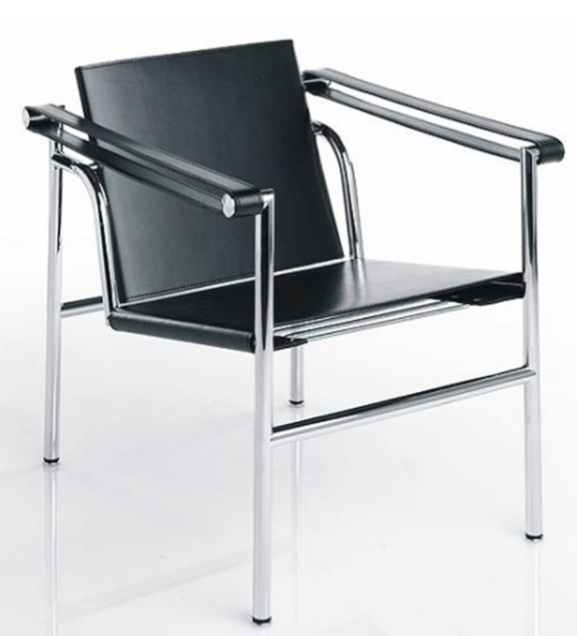
LC1, Le Corbusier, Pierre Jeanneret, Charlotte Perriand.

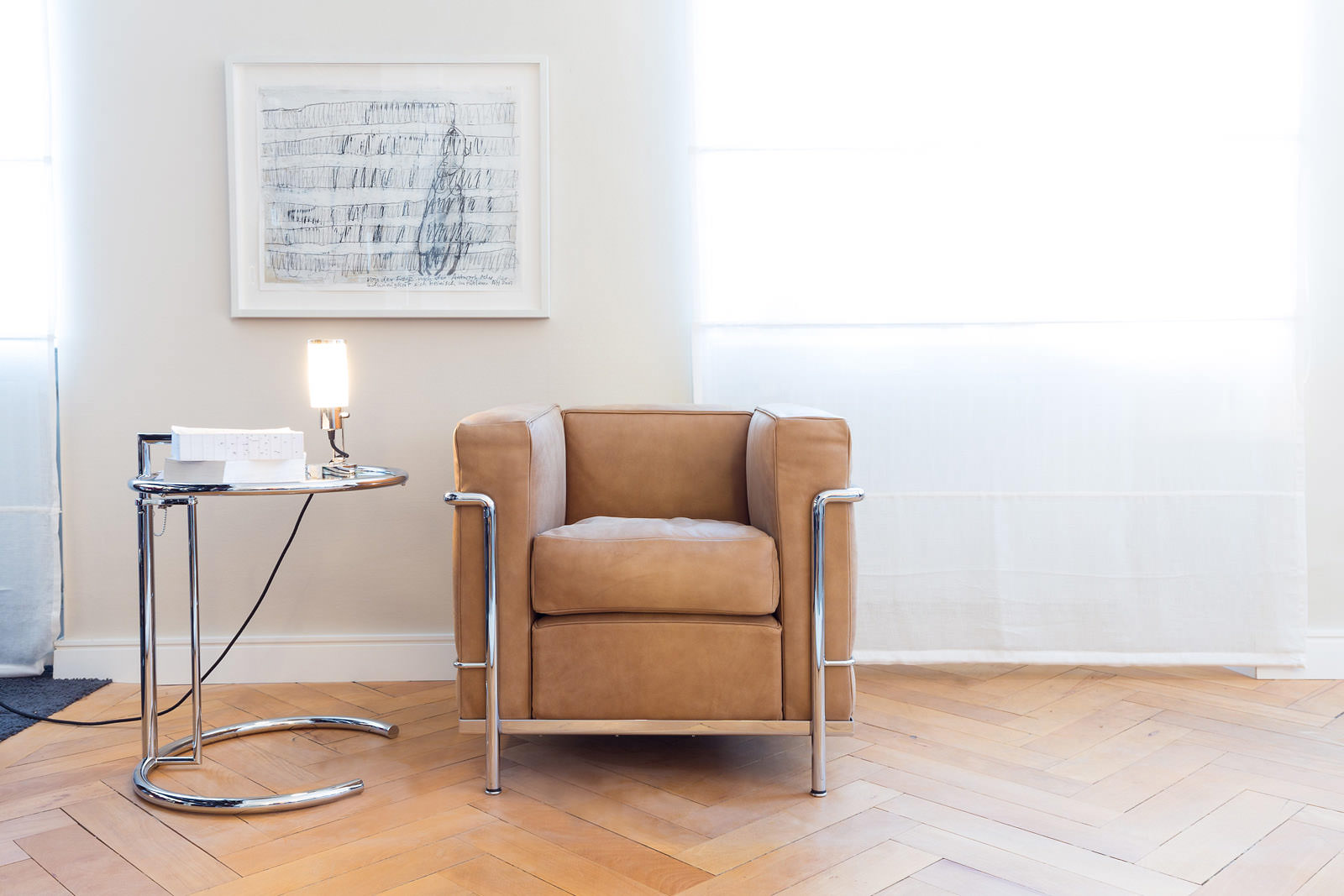
LC2, Le Corbusier, Pierre Jeanneret e Charlotte Perriand (1928). Edizione del 1978 di Cassina.

- LC1 - Poltroncina, originariamente chiamata Basculante
- LC2 - Poltrona
- LC3 - Poltrona
- LC4 - Chaise longue
- LC6 - Tavolo
- LC7 - Poltroncina girevole
- LC8 - Sgabello girevole
- LC10 P - Tavolo (originariamente aveva la funzione di scrittoio)